# Love Death Immortality
Love Death Immortality è il secondo album del gruppo elettronico The Glitch Mob. L'album è stato pubblicato l'11 febbraio 2014

## Tracce
1. Mind of a Beast – 4:16
2. Our Demons (feat. Aja Volkman) – 5:16
3. Skullclub – 5:48
4. Becoming Harmonious (feat. Metal Mother) – 4:40
5. Can't Kill Us – 4:40
6. I Need My Memory Back (feat. Aja Volkman) – 5:47
7. Skytoucher – 6:08
8. Fly By Night Only (feat. Yaarrohs) – 4:46
9. Carry the Sun – 4:16
10. Beauty of the Unhidden Heart (feat. Sister Crayon) – 4:29